# Пряжников, Николай Сергеевич
Никола́й Серге́евич Пря́жников (род. 22 декабря 1954, Керчь, Крымская область) — доктор педагогических наук, профессор кафедры возрастной психологии факультета психологии МГУ им. М. В. Ломоносова, автор методов по профессиональному самоопределению, разработок в области активизации профессиональной ориентации и профессиональной деятельности.

## Биография
Николай Сергеевич Пряжников родился в Керчи. Мать Пряжникова Маргарита Павловна — экономист, отец Пряжников Сергей Николаевич — инженер-механик, отчим Карелин Семён Кондратьевич — управленец. Родители работали на руководящих должностях в рыбной промышленности. 
Учился в провинциальных школах в Азове, Егорьевске, Ростове-на-Дону, Красногорске. Служил в Советской Армии на рядовых должностях в автобате, в районе города Львов.
Трудовой путь начал с ученика фрезеровщика на КМЗ (Красногорском механическом заводе). После армии чуть более двух месяцев проработал лаборантом в НИИ нормальной физиологии имени П. К. Анохина. После окончания факультета психологии МГУ в течение пяти лет работал психологом на оборонном предприятии (ЦКБ «Алмаз»), профессиональным консультантом первого центра профессиональной ориентации молодежи г. Москвы, главным специалистом отдела психологической службы и социальной работы Министерства образования РФ. Заведующий лабораторией профессиональной диагностики и профессионального консультирования института профессионального самоопределения молодежи при РАО.
С 1993 года и по настоящее время — профессор факультета психологии МГУ имени М. В. Ломоносова, профессор в МГППУ с момента его образования.

## Научная деятельность
Кандидатская диссертация выполнена под руководством проф. Е. А. Климова по теме: «Имитационная игра как средство формирования у оптантов умения строить личные профессиональные планы» (1989). В работе обоснована возможность построения конкретных игровых методик на основе выделенных содержательно-процессуальных моделей профессионального самоопределения, а также проведена экспериментальная и практическая проверка эффективности сконструированных профориентационных игр, выделены условия использования этих игр в общих программах психологической работы со школьниками.
В докторской диссертации «Теоретико-методические основы активизации профессионального самоопределения» (1996) определены содержательно-смысловые характеристики профессионального самоопределения, предложены оригинальные модели, отражающие взаимосвязь самоопределения личности и формирования её внутренней активности, обоснована и выделена система взаимосвязанных принципов построения и практического внедрения активизирующих профконсультационных средств: методологических, организационно-управленческих, конкретно-практических, этических принципов активизации профессионального и личностного самоопределения.

### Сфера научных интересов
- психология труда,
- возрастная психология,
- профессиональная ориентация (профессиональное самоопределение, психология карьеры),
- теоретические и прикладные проблемы школьной профориентации и профконсультации клиентов службы занятости,
- психологические проблемы смысла профессионального труда: ценностно-нравственные аспекты становления профессионала,
- методы активизации профессионального и личностного самоопределения,
- управление человеческими ресурсами,
- мотивация и стимулирование труда,
- этические проблемы психологии,
- психология профессионального образования,
- психология элиты,
- психология маленького человека.

### Научные достижения и реализованные проекты
Автор более 120 научных публикаций и учебных пособий. Учебное пособие «Профориентация» (2005) отмечено в номинации «Лучшие учебники и учебные пособия по педагогике» в конкурсе «Лучшая книга года по педагогике −2006», который проводит Объединённая редакция журналов «Демократическая школа» и «Новые ценности образования». Имеет опыт участия в 5 грантах (в период с 2004 по 2007 гг.) в области профориентации. Вошёл в Топ-100 самых цитируемых и Топ-100 самых продуктивных российских учёных, по данным РИНЦ.
Пряжниковым разработана и апробирована теоретическая модель профессионального и личностного самоопределения человека в единстве методологических, организационно-управленческих, конкретно-практических и этических принципов. Он является автором оригинальных исследовательских процедур и практико-ориентированных методик активизации профессиональной ориентации и профессиональной деятельности на различных возрастных стадиях человека.

## Преподавательская деятельность
В МГУ имени М. В. Ломоносова читает дисциплины:
- «Теория и практика профориентации»,
- «Активные методы профконсультирования»,
- «Этика профессиональной деятельности психолога»,
- «Профессиональное образование взрослых» и др.

Помимо этого, является автором курсов «Организация труда профконсультанта», «Ценностно-смысловые аспекты профессионального и личностного самоопределения», «Управление профессиональной карьерой и личностным ростом», «Основы профессионального самоопределения».
По совместительству работает на кафедре психологии и развития человеческого капитала в Финансовом университете при Правительстве РФ, на кафедре психологии Российского экономического университета имени Г. В. Плеханова, на кафедре психологии Московского психолого-социального университета (МПСУ).

### Список произведений

#### Книги
- Пряжников Н. С. Активизирующая профконсультация. Теория, методы, программы. Методическое пособие место издания Издательский дом «Академия» М, 2014;
- Вачков И. В., Гриншпун И. Б., Пряжников Н. С. Введение в профессию «психолог», 6-е изд., перераб. и доп. — М.: МПСУ, 2015;
- Пряжников Н. С., Серебряков А. Г., Кувшинова О. Л., Алтухов В. В., Кузнецов К. Г. Диагностические материалы для профессиональной ориентации. Методическое пособие место издания Издательский дом «Академия» М, 2014;
- Волченкова Т. М., Пряжников Н. С. Как проверить свою готовность к профессиональной карьере в сборнике Моя профессиональная карьера. Пособие для учащихся (под ред. С. Н. Чистяковой и А. Я. Журкиной), место издания РАО Москва;
- Пряжников Н. С. Мотивация трудовой деятельности. 2-е изд. — М.: Академия, 2012;
- Пряжников Н. С. Профессиональное и личностное самоопределение М.: Издательство «Институт практической психологии», Воронеж: НПО «МОДЭК», 1996;
- Пряжников Н. С. Профессия, специальность, квалификация, профессиональная карьера в сборнике Профессиональное самоопределение и профессиональная карьера молодежи. Методика для преподавателя и профконсультанта. Место издания: РАО Москва;
- Пряжников Н. С. Профориентация в системе управления человеческими ресурсами. Методическое пособие место издания Издательский дом «Академия» М, 2014;
- Пряжников Н. С., Румянцева Л. С. Профориентация в школе и колледже: игры, дискуссии, задачи-упражнения место издания Издательский дом «Академия» М, 2014;
- Пряжников Н. С., Пряжникова Е. Ю. Профориентация. Учебное пособие. 5-е изд., испр. и дополн. — М.: Издат. центр «Академия», 2010; (недоступная ссылка)
- Пряжников Н. С. Профориентология. Учебник и практикум. — М.: Изд-во «Юрайт», 2016;
- Пряжников Н. С. Психология маленького человека. Учебное пособие — М.: Изд-во МПСУ; МОДЭК, 2012;
- Пряжников Н. С., Пряжникова Е. Ю. Психология труда: учебное пособие. — М.: Издательский центр "Академия, 2009;
- Пряжников Н. С. Психология элиты — М.: МПСУ
- Пряжников Н. С., Румянцева Л. С. Самоопределение и профессиональная ориентация учащихся. Учебник — М.: Издат. центр «Академия», 2013;
- Пряжников Н. С. Ценностно-нравственная карточная игра-шутка «Туда-сюда» в сборнике Детские подростковые клубы по месту жительства в новых социально-экономических условиях: Сб. материалов (под ред. Д. М. Комского, В. Л. Назарова), место издания Уральский государственный педагогический университет Екатеринбург;

#### Статьи
- Пряжников Н. С., Сергеев И. С. Возможности творческой самореализации педагогов и профконсультантов в досуговом самоопределении школьников в журнале Современные проблемы науки и образования, № 5;
- Пряжников Н. С. Деловая игра как способ активизации учащихся в профессиональном самоопределении в журнале Вопросы психологии, издательство Педагогика (М.), № 4;
- Пряжников Н. С., Сергеев И. С. Досуговое самоопределение в системе профориентационной работы в журнале Современные проблемы науки и образования, № 4;
- Пряжников Н. С. Карточное профконсультирование подростков: возможности и проблемы в журнале Вестник Московского университета, том 14, № 3;
- Пряжников Н. С. Основы организации и планирования профориентационной работы в журнале Психологическая наука и образование, издательство Изд-во ГБОУ ВПО МГППУ (М.), том 2004, № 4;
- Пряжников Н. С. Право на нравственность. Этические проблемы практической психологии. Журнал Психологическая наука и образование № 1, 1999;
- Пряжников Н. С. Проблема критериев и средств оценки эффективности профориентации в организации в журнале Управленческие науки в современной России, том 1, № 1;
- Пряжников Н. С. Проблема непрестижных профессий в профориентационной игре «Остров» в журнале Школа и производство, № 7;
- Пряжников Н. С. Проблемы подготовки и переподготовки психологов-профконсультантов в современных условиях. Журнал Психологическая наука и образование № 1, 2003; (недоступная ссылка)
- Пряжников Н. С., Пряжникова Е. Ю. Размышления о профессиональном самоопределении молодежи. — Журнал Вестник практической психологии образования, 2007. № 3;
- Ожегова Е. Г., Пряжников Н. С. Стратегии преодоления синдрома «эмоционального выгорания» в работе педагога. Журнал Психологическая наука и образование № 2, 2008;
- Пряжников Н. С. Ценностно-нравственные профориентационные игры «Пришельцы», «Ветеран» и "Бездельник в журнале Школа и производство, № 6;
- Пряжников Н. С. Эмоциональное выгорание и личностные деформации в психолого-педагогической деятельности в журнале Вестник Московского университета, том 14, № 4.
- Priazhnikov N.S. Business game as a means of activating vocational self-determination of schoolchildren в журнале Voprosy Psikhologii, издательство Akademiia pedagogicheskikh nauk RSFSR (Russian Federation), № 4;